# Feux de position
Pour le poisson d'aquarium surnommé ainsi, voir Hemigrammus ocellifer.

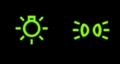
Pictogrammes s'affichant sur le tableau de bord.

Les feux de position sont des dispositifs d'éclairage utilisés sur les véhicules en particulier automobiles, permettant de signaler leurs présences aux autres usagers, la nuit et lorsque les conditions de visibilité sont mauvaises.

## Fonction

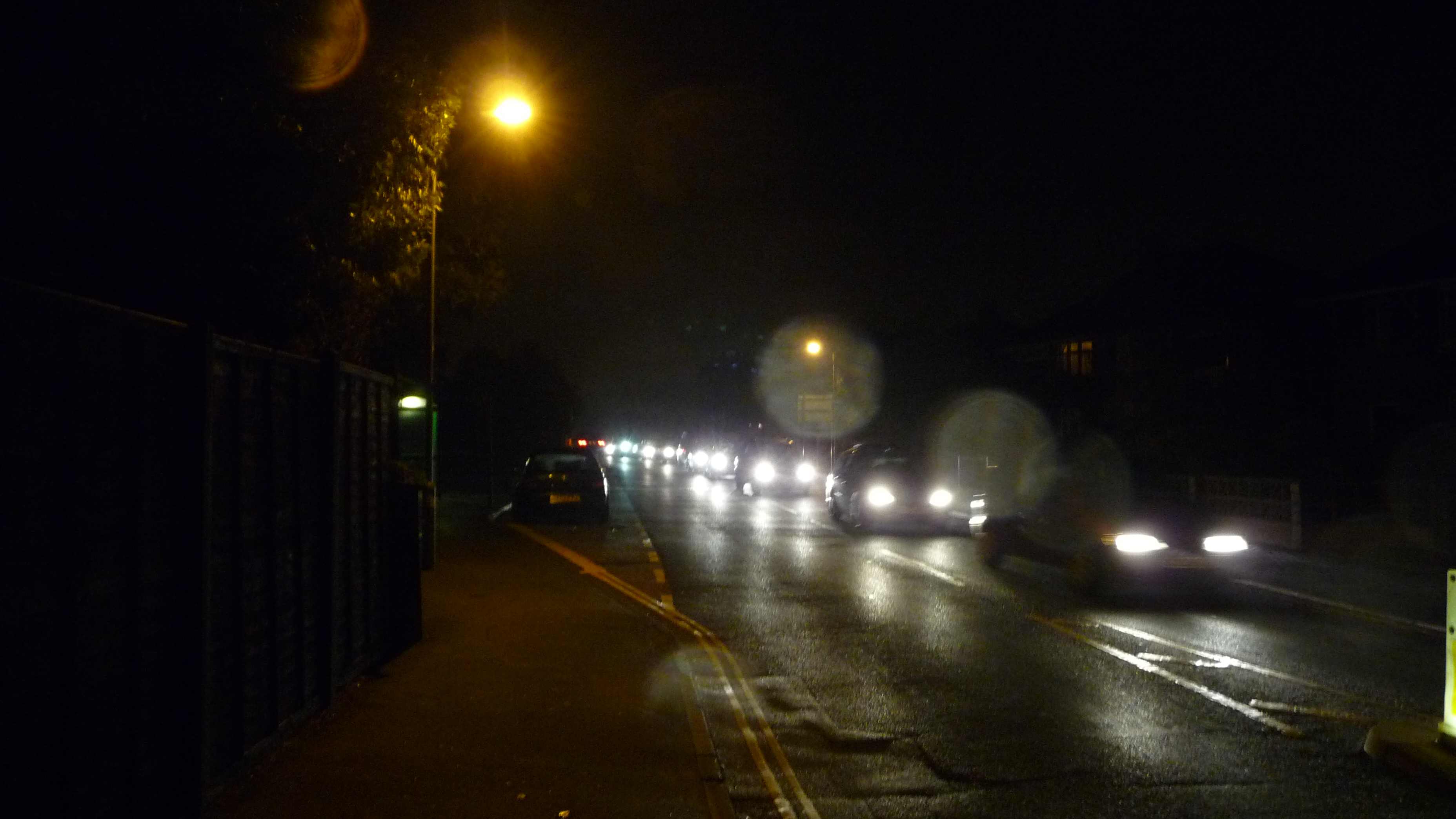
Exemple de situation dans laquelle l'éblouissement peut être problématique, si la capacité à déterminer la distance ainsi que la vitesse des voitures qui passent est réduite.

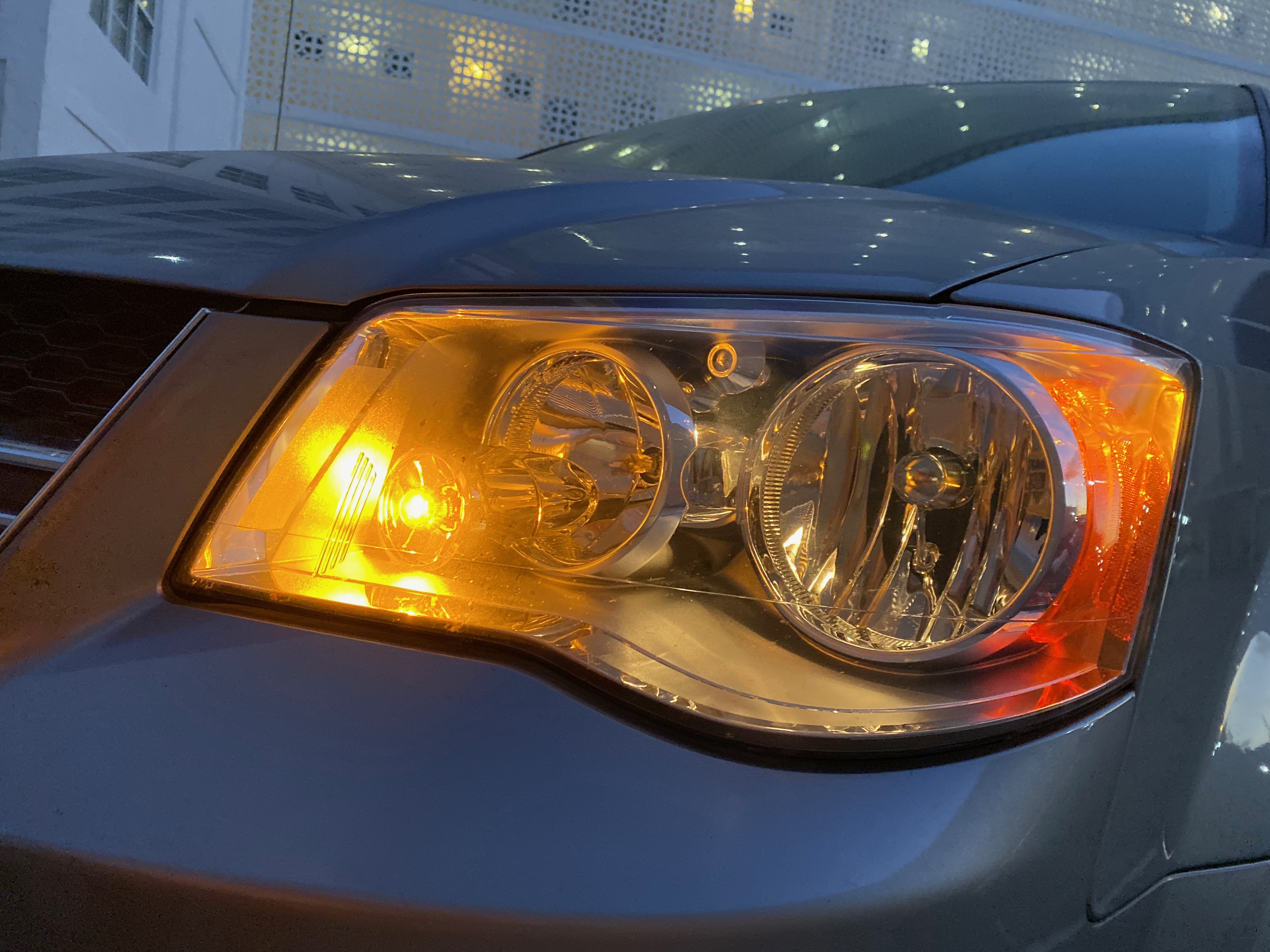
Feu de position avant allumé dans l'optique avant d'un véhicule sur une Dodge Grand Caravan SE de 2018, vu de jour

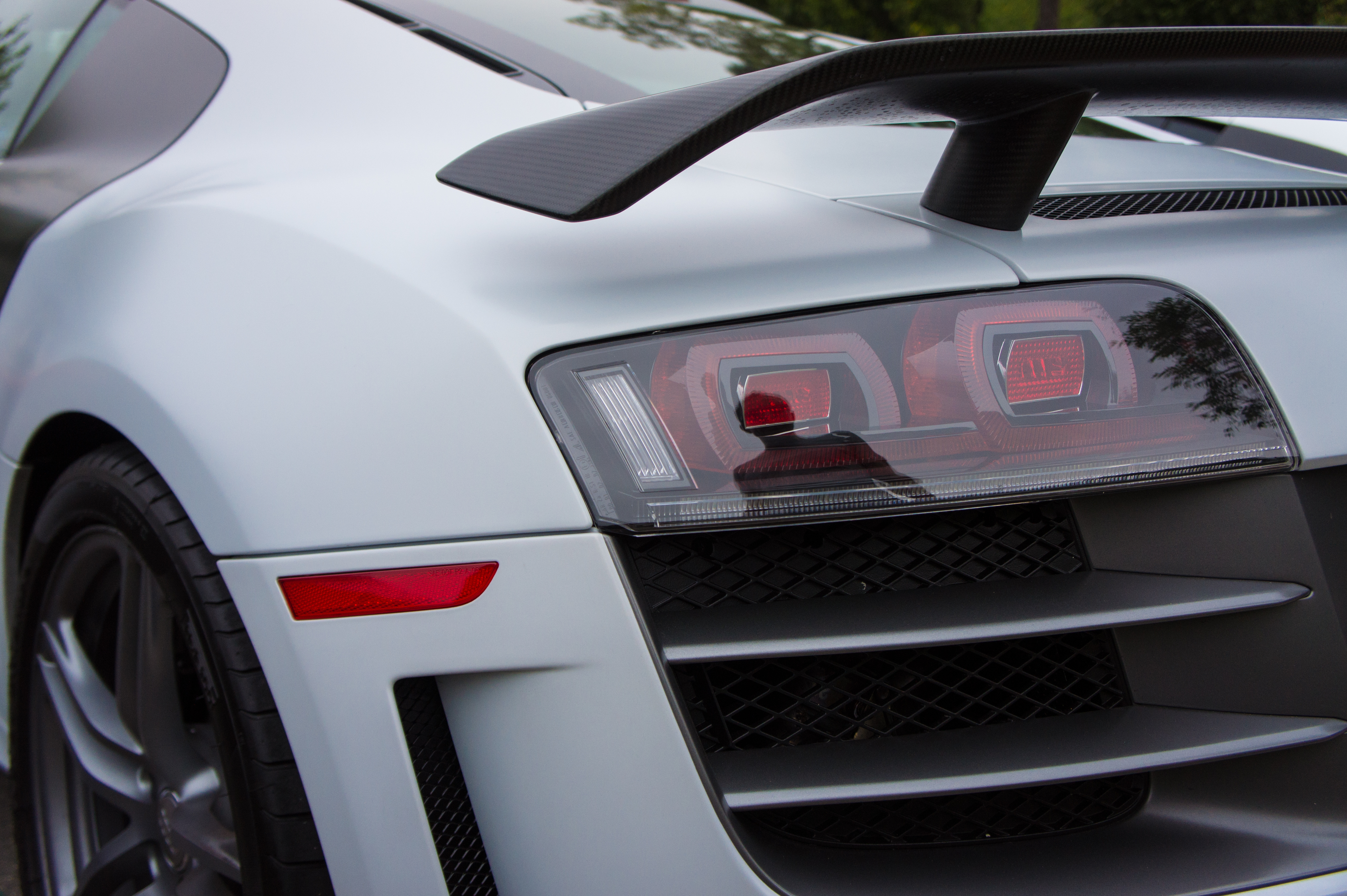
Feu de position sur une Audi R8 V10 GT.

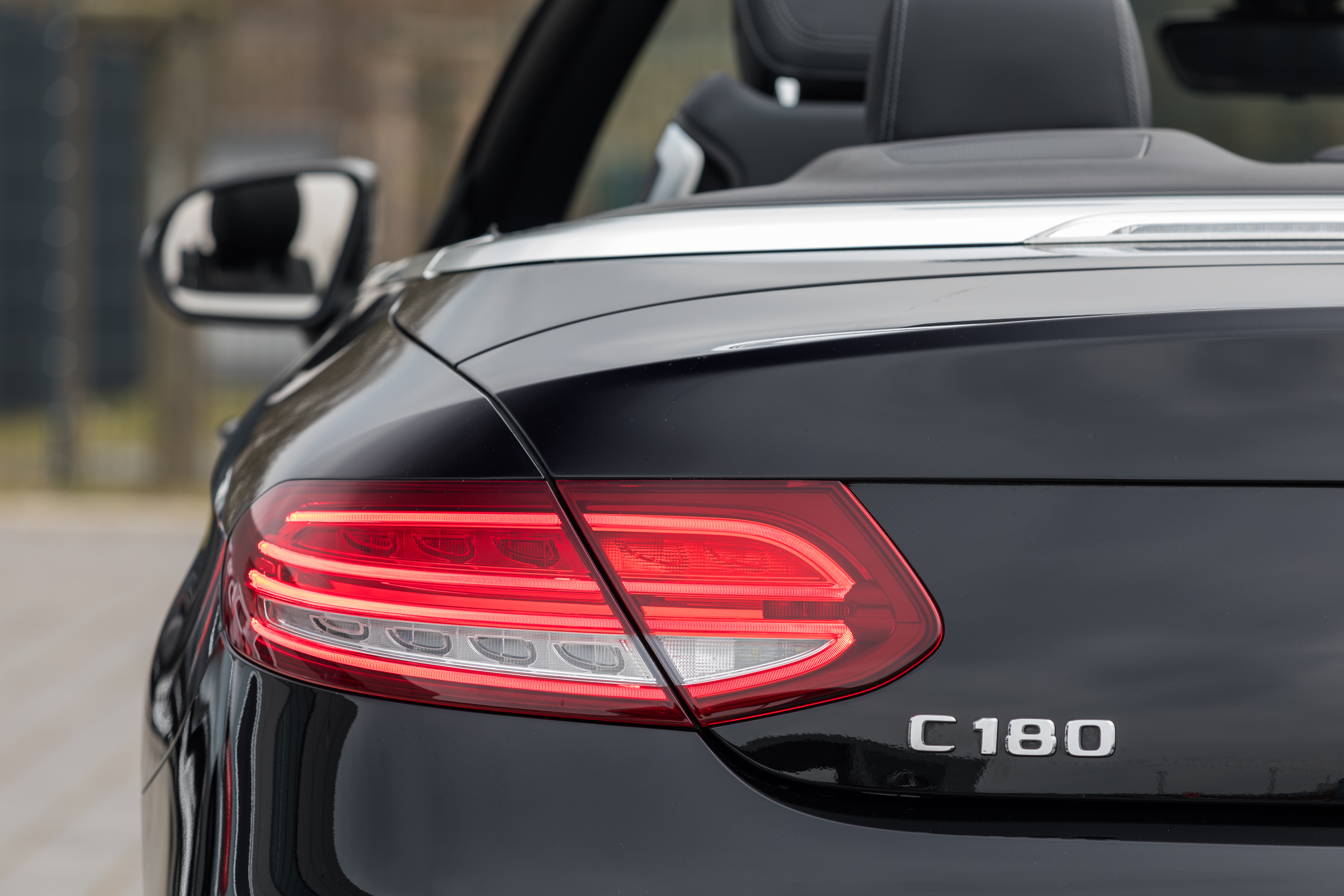
Feu de position d'une Mercedes-Benz Classe C.

Appelés communément « lanternes », « veilleuses » ces feux, de couleur blanche, orange ou jaune à l'avant et rouge à l'arrière, sont des composants indispensables en matière de sécurité routière, surtout dans un environnement peu lumineux : par temps de pluie, ou la nuit. 

### Comparaison avec d'autres feux
Les feux de position s'allument à l'avant comme à l'arrière, contrairement aux feux de jour (dits diurnes) qui peuvent ne s'allumer qu'à l'avant!
Les feux de position éblouissent moins le conducteur venant en sens opposé que ne le font les feux de croisement.
Les feux de position n'éclairent pas suffisamment pour pouvoir conduire le véhicule de nuit ou en cas de mauvaise visibilité. Dans ces cas, le conducteur doit utiliser les feux de croisement de son véhicule qui eux sont conçus pour éclairer devant le véhicule. Les feux de position restent généralement allumés en même temps que les feux de croisement.[réf. souhaitée]

## Réglementation et aspect légal
Les règlements CEE-ONU définissent des normes selon lesquelles sont conçues des véhicules. Certains véhicules de série doivent en respecter pour être commercialisés sur certains marchés notamment dans l'union européenne.

### Règlements CEE-ONU
Le règlement 48 de la Commission économique pour l'Europe des Nations unies (CEE-ONU) — Prescriptions uniformes relatives à l'homologation des véhicules en ce qui concerne l'installation des dispositifs d'éclairage et de signalisation lumineuse [2019/57] définit les feux de position avant et les feux de position arrière. D'après ce règlement, ces feux servent à marquer la présence d'un véhicule et à en indiquer la largeur.
Le règlement 48 prévoit la couleur blanche pour les feux de position avant et la couleur rouge pour les feux de position arrière.
Le règlement 48 prévoit la couleur "jaune-auto" pour les feux de position latéraux.
Le règlement CEE-ONU 91 publié au journal officiel de l'union européenne prévoit le feu de position latéral, pour les véhicules de catégorie M, N, O  et T (transport de personnes, de biens, remorques et tracteurs).
Le feu de position latéral peut avoir une luminance jusqu'à 25 cd.

« Le feu de position latéral doit émettre de la lumière jaune auto; cependant si le feu de position
latéral arrière est groupé ou combiné ou incorporé mutuellement aux feux de position arrière, aux feux d'encombrement arrière, aux feux arrière antibrouillard, aux feux stop ou qu'il est groupé avec le catadioptre arrière ou qu'il a en commun avec celui-ci une partie de la surface lumineuse, il peut émettre de la lumière rouge. »

— Règlement 91 de la Commission économique pour l'Europe des Nations unies (CEE-ONU) — Prescriptions uniformes relatives à l'homologation des feux de position latéraux pour les véhicules à moteur et leur remorque
Pour les véhicules de catégorie L3, seul un feu de position avant et un feu de position arrière est prévue par le règlement 53.

### France
La France applique généralement les règlements CEE-ONU, à la fois en tant que membre de ces accords et en tant que membre de l'Union européenne également partie prenante à ces accords.
En France, l'article R416-8 du code de la route précise que les feux de position doivent être allumés « en même temps que les feux de croisement si aucun point de la plage éclairante de ceux-ci ne se trouve à moins de 400 mm de l'extrémité de la largeur hors tout du véhicule » et, dans tous les cas « en même temps que les feux de brouillard ».
Les feux de position doivent aussi être utilisés en cas d'arrêt ou de stationnement sur une chaussée faiblement éclairée.
Par ailleurs, les « cycles ainsi que leur remorque » doivent circuler avec les feux de position allumés.

## Fonctionnement
Tension normalisée d'un feu : 12 volts.